# Tony Schwartz
Tony Schwartz (* 19. August 1923 in New York City; † 15. Juni 2008 ebenda) war ein US-amerikanischer Medientheoretiker, Werbefachmann und Spin-Doctor.

## Leben
Schwartz beschäftigte sich intensiv mit der Wirkung von Massenmedien und produzierte mehr als 20.000 Radio- und Fernsehsendungen.
Berühmt wurde sein Wahl-Fernsehspot „Daisy Girl“ zur US-Präsidentschaftswahl 1964. Obwohl der Ein-Minuten-Spot nur ein einziges Mal im Fernsehen ausgestrahlt wurde, verhalf er nach Ansicht vieler Beobachter Lyndon B. Johnson zum Sieg.